# Pherotesia coiffaiti
Pherotesia coiffaiti là một loài bướm đêm trong họ Geometridae.